# Tahaweber

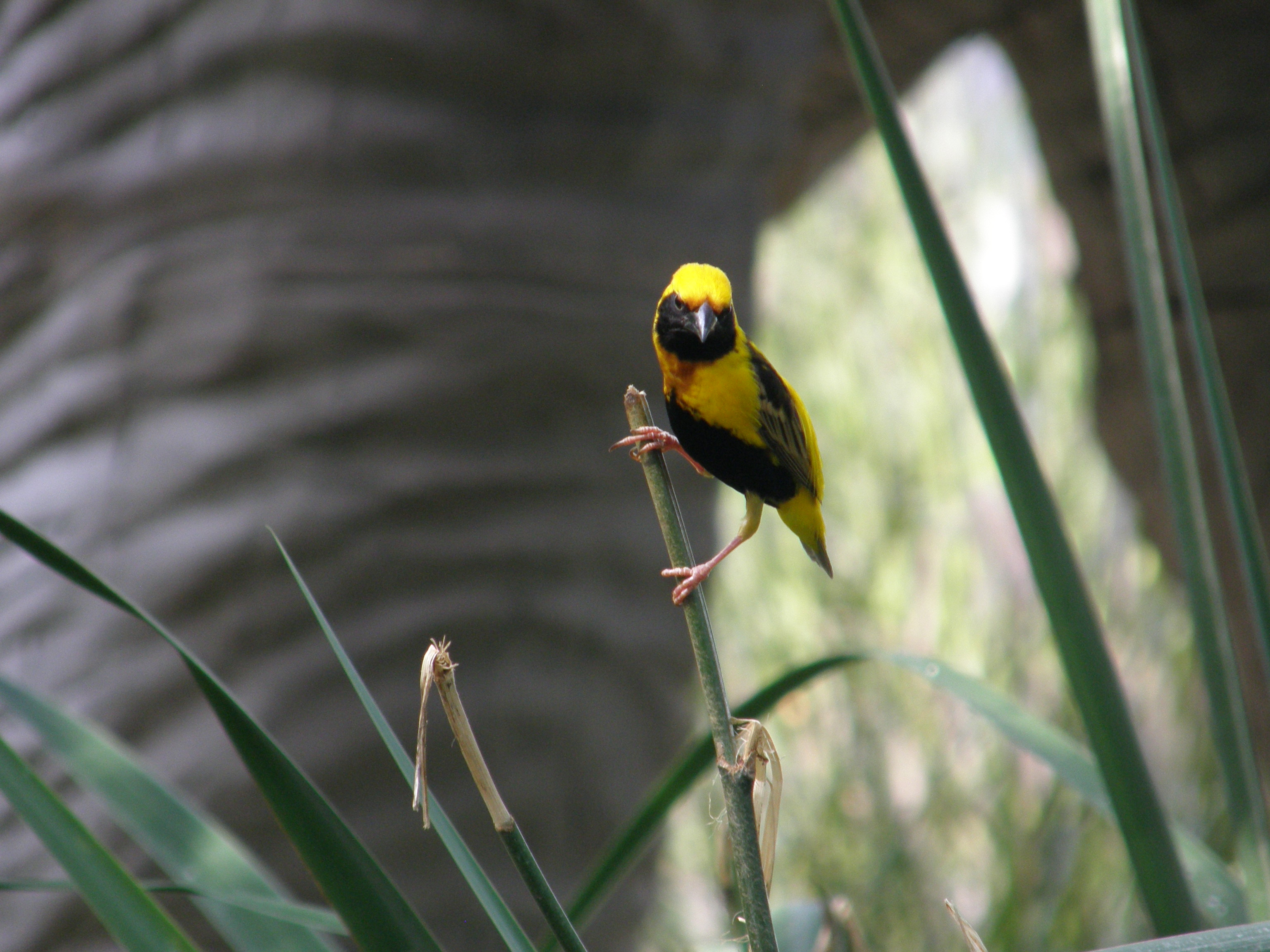
Männchen der Nominatform E. a. afer

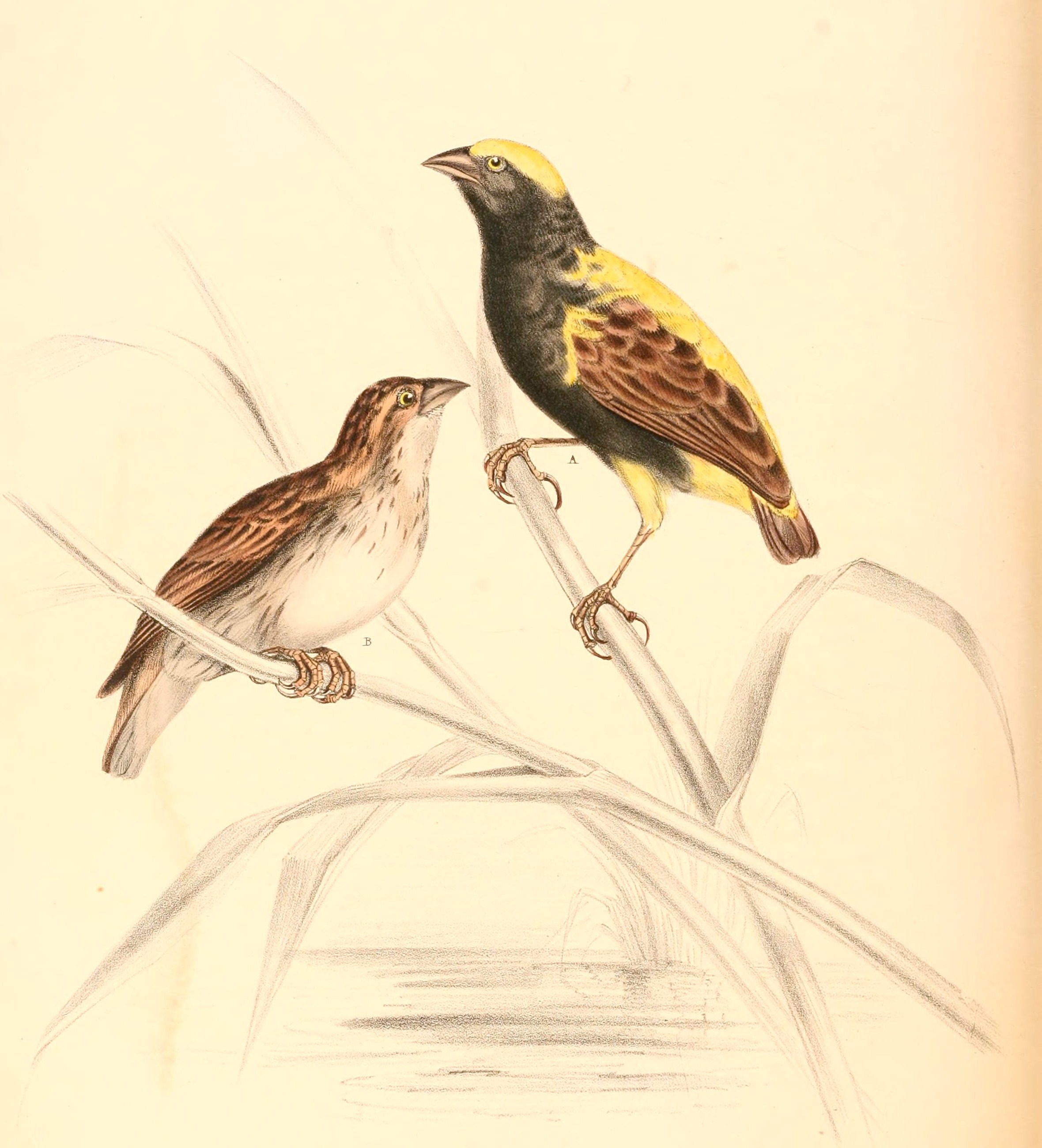
Männchen und Weibchen (links) der Unterart E. a. taha

Der Tahaweber (Euplectes afer), auch Napoleonweber genannt, ist eine Singvogelart aus der Familie der Webervögel. Sie ist in vielen zerstreuten Teilarealen über Subsahara-Afrika verbreitet und wurde anderenorts eingeführt. Außerhalb Afrikas gibt es Populationen in den USA und auf den Westindischen Inseln sowie auf der Iberischen Halbinsel.

## Beschreibung
Der Tahaweber gehört zu den kleinen Webervogelarten und ist mit 10 cm Körperlänge in der Größe etwa mit einer Blaumeise vergleichbar. Er wiegt zwischen 11 und 20 g. Der Schwanz ist sehr kurz. Die Iris ist braun. Die Geschlechter unterscheiden sich zur Brutzeit deutlich – das Prachtkleid des Männchens ist lebhaft schwarz-gelb gefärbt. Im Schlichtkleid ähnelt das Männchen dem eher graubraunen Weibchen.
Bei adulten Männchen der Nominatform ist im Prachtkleid der Schnabel schwarz. Stirn,  Scheitel und Nacken sind intensiv goldgelb, die Federn des hinteren Nackens schwarz bespitzt. Kopfseiten, Kinn und Kehle kontrastieren dazu  schwarz. Ein breites gelbes Brustband, das in der Brustmitte kastanienbraun getönt ist, geht in die gelben Flanken über. Hinterer Bauch und Unterschwanzdecken sind ebenfalls gelb. Der übrige Bauch ist schwarz. Das obere Rückengefieder ist dunkelbraun mit gelben Spitzensäumen. Unterer Rücken und Bürzel sind gelb. Einige Oberschwanzdecken sind schwarz gesäumt. Oberflügel und Steuerfedern sind braun, wobei die Flügeldecken hellbraune Säume tragen. Beine und Füße sind braun.
Bei Weibchen und Männchen im Schlichtkleid ist der Oberschnabel dunkel-, der Unterschnabel hellbraun. Stirn, Scheitel, Nacken und Oberseite sind braun mit dunklen Federzentren. Daraus stehen ein heller Überaugenstreif sowie eine helle Partie unter dem Auge und dem vorderen Bartstreif heraus. Kinn, Kehle, Brust und Bauch sind weißlich mit dunklen Schaftstrichen an den Flanken und auf der Brust, wo sie sich zu einem losen Band verdichten. Die Unterschwanzdecken sind weißlich, die Beinbefiederung ist braun. Flügel- und Steuerfedern sind braun, mit hellen Säumen auf den Oberflügeldecken.
Vögel im Jugendkleid ähneln den Weibchen, sind aber vor der Jugendmauser durch breite gelblichbraune Säume an allen Federn gekennzeichnet.

## Verbreitung und Geografische Variation
Das Verbreitungsgebiet des Tahawebers reicht über ganz Subsahara-Afrika, ist aber stark zergliedert. Es besteht aus zahlreichen Verbreitungsinseln, die teils recht klein sein können.
Es werden drei Unterarten anerkannt. Eine weitere aus dem südlichen Sudan (E. a. ladoensis) wird meist in E. a. taha eingegliedert. Die Beschreibung von E. a. niassensis aus dem südlichen Tansania basiert nur auf einem einzigen weiblichen Exemplar und muss als ungesichert gelten.
Die Unterart E. a. strictus aus dem äthiopischen Hochland ist größer als die Nominatform. Bei den Männchen in Brutkleid reicht das Gelb des Oberkopfes nur bis auf die Halsseiten. Der Bauch ist komplett schwarz. Die Weibchen sind unterseits eher gelblichbraun und kräftiger gestrichelt, als die der anderen Unterarten.
Die Männchen von E. a. taha aus dem südöstlichen Teil der Verbreitung sind im Brutkleid durch ein schwarzes Nackenband gekennzeichnet. Die Unterseite ist von der Kehle bis zum Unterbauch schwarz. An den Brustseiten und teils auf den Flanken findet sich eine meist kleine gelbe Partie.
- E. a. afer (J. F. Gmelin, 1789) – südliches Mauretanien, Gambia, Küstenregionen des Senegal, Guinea-Bissau, Guinea und Sierra Leone, nordöstliche Elfenbeinküste, Flussgebiete Malis, Burkina Faso, nördliche Teile Ghanas, Togos und Benins, südwestlicher Niger, nördliches und mittleres Nigeria, Norden, Mitte und Westen Kameruns, nördliche Zentralafrikanische Republik, westlicher Sudan und Niltal, südwärts bis zur Republik Kongo entlang von Flüssen, Norden der Demokratischen Republik Kongo und westliches Angola. Sehr wenige Nachweise liegen aus Liberia, dem Tschad, Gabun und Uganda vor.
- E. a. strictus Hartlaub, 1857 – Hochebenen im mittleren Äthiopien.
- E. a. taha A. Smith, 1836 – südlicher Sudan, Süden von Somalia, westliches Kenia, mittleres Tansania, Südosten der Demokratischen Republik Kongo, südliches Angola, südwestliches und nördliches Sambia, nördliches Namibia, nördliches und östliches Botswana, Westen von Simbabwe, östliches Südafrika und Tiefland von Lesotho. Gelegentliche Nachweise aus Eswatini und Mosambik.

## Bestand
Der Tahaweber ist nicht gefährdet und ist in seinem natürlichen Verbreitungsgebiet regional häufig. Die Art konnte andernorts als Neozoon Populationen etablieren, die vermutlich überwiegend auf Gefangenschaftsflüchtlinge zurückgehen – so in den USA, in Puerto Rico und Jamaika. Eine Population auf Hawaii ist vermutlich wieder erloschen.
In Europa wurde die Art erstmals ab 1989 in den Reisfeldern von Lagoa in der Algarve brütend festgestellt. Seither haben sich lokal Populationen etablieren können, die teils im Bestand anwachsen. Die größten befinden sich in der südlichen Mitte Faros, in den Ästuaren von Tejo und Sado sowie in Sümpfen oder Reisanbaugebieten bei Santarém, Coimbra und Aveiro. Mindestens seit dem Jahr 2000 brütet die Art auch in Spanien. Neben diversen Nachweisen mit Brutverdacht gibt es eine wachsende Population im Mündungsgebiet des Guadalquivir und in den Reisfeldern von Brazo del Este bei Sevilla. Es dürfte sich dort mittlerweile um mehrere hundert Brutpaare handeln.

## Wanderungen
Das Wanderungsverhalten des Tahawebers ist wenig erforscht. In Südafrika scheint die Art nomadisch zu leben und nur nach starken Regenfällen Brutkolonien zu bilden. In Folgejahren kann ein Brüten komplett ausbleiben. Im Tal des Sambesi scheint es regelmäßige Wanderungen zu geben und Beobachtungen ziehender Exemplare in Nigeria und Zentralafrika deuten ebenfalls auf regelmäßige, längere Zugstrecken hin.

## Lebensraum
Der Tahaweber besiedelt offenes Grasland der Ebenen. Lediglich in Äthiopien reicht die Höhenverbreitung bis 1800 m. Die Art brütet in Feuchtgebieten wie Sümpfen und Flussauen.

## Ernährung
Der Tahaweber ernährt sich hauptsächlich von Grassamen. In Nigeria sind dies vorwiegend solche von Süßgräsern der Gattungen Brachiaria, Cymbopogon, Dactyloctenium, Digitaria, Hyperthelia oder Sporobolus, aber auch von Sauergräsern wie Cyperus dilatatus oder Mariscus alternifolius. Aber auch Samen krautiger Pflanzen wie Boerhavia-Arten oder der in Afrika eingeschleppten, invasiven Art Tridax procumbens. In Kenia wurden Hühnerhirsen, in Südafrika Rispen- und Borstenhirsen als Nahrungspflanzen festgestellt. Im Winter kann das Nahrungsspektrum breiter sein. Es wird dann beispielsweise auch junger Mais gefressen.
In Gefangenschaft nimmt die Art auch tierische Nahrung wie Insekten und deren Larven an.

## Fortpflanzung
Der Tahaweber ist polygyn und brütet in kleinen Kolonien, in denen die Männchen ihre Reviere mit flatternden Flügen gegen andere Männchen und teils auch Weibchen verteidigen. Die Brutzeit variiert je nach geografischer Lage; nördlich des Äquators liegt sie größtenteils zwischen Juli und Oktober, in Äthiopien jedoch im Oktober, südlich des Äquators zwischen Januar und Juli und in Südafrika zwischen Dezember und März.
Das Nest ist ein rundovaler Bau mit einem Seiteneingang in der oberen Hälfte. Es steht meist etwa einen Meter hoch über dem Boden in überschwemmten oder staunassen Bereichen und wird an vertikalen Halmen befestigt. Oft befindet es sich in der Deckung von Büschen, Gras-, Seggen- oder Binsenbüscheln. Es wird vom Männchen aus dünnen Grasstreifen geflochten und vom Weibchen mit feinen Gräsern ausgepolstert. Oft ragen Ähren aus dem Nest oder dem Eingang heraus.
Das Gelege besteht aus zwei bis vier Eiern mit feiner, dunkler Sprenkelung auf weißem Grund, die sich oft am stumpfen Pol verdichtet. Die Eier sind etwa 18 × 13 mm groß. Nach Beobachtungen aus der Gefangenschaft brütet das Weibchen allein 12 bis 14 Tage. Das Männchen beteiligt sich an der Jungenaufzucht. Die Nestlingszeit umfasst 13 Tage.